# 달분화구 지열지대

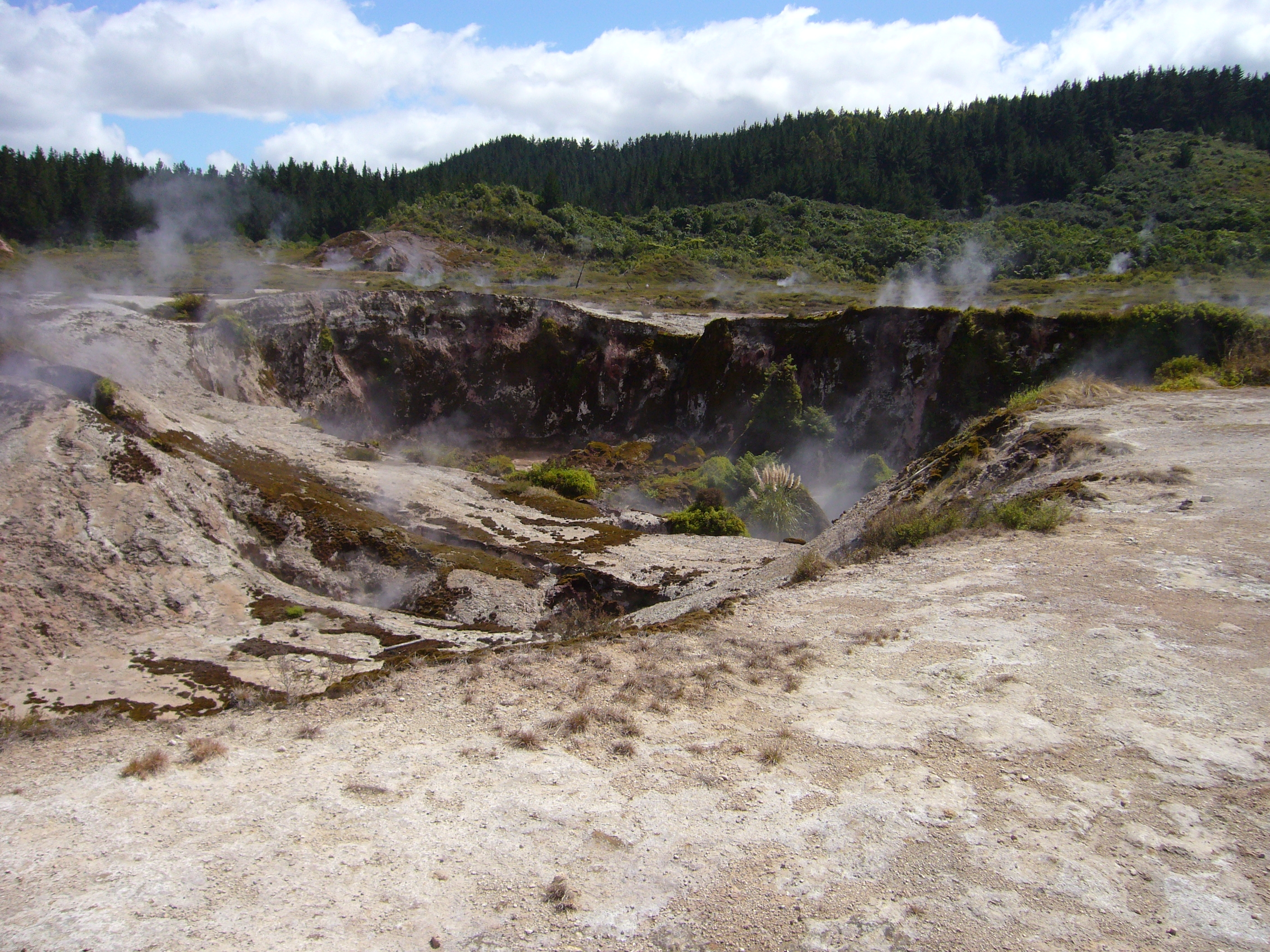
달분화구의 증기가 뿜어지는 구멍

달분화구 지열지대(Craters of the Moon Thermal Area) 또는 크라피티(마오리어: Karapiti)는 뉴질랜드 북섬 타우포 북쪽 지열 활동이 활발한 지역을 일컫는다. 이곳은 뉴질랜드에서 가장 큰 지열 지대인 와이라케이(Wairakei)의 일부이며, 타우포 화산지대에 약 25km2의 면적으로 펼쳐져 있다. 이름은 수 많은 열분출 분화구에서 따왔으며, 황무지로 밝은 색을 띠고 있다. 수 많은 증기를 뿜는 구멍과 결합하여, 꾸준히 변하고, 붕괴되어 전 지역의 외관을 황폐화시켰으며, 유황 냄새로 전 지역이 지구가 아닌 듯한 분위기를 자아낸다.
분화구들은 각각 지역마다 최근의 특징을 가지고 있으며, 이 지역에서 인간활동의 결과로 등장했다. 그러한 곳으로는 〈크라운 랜드〉가 있는데, 달분화구 고문단의 도움으로 운영되는 보존국에 의해 관리가 되며, 관광객들에게 정보와 수동적인 차량 안전을 제공하는 자원봉사 단체이다.

## 역사

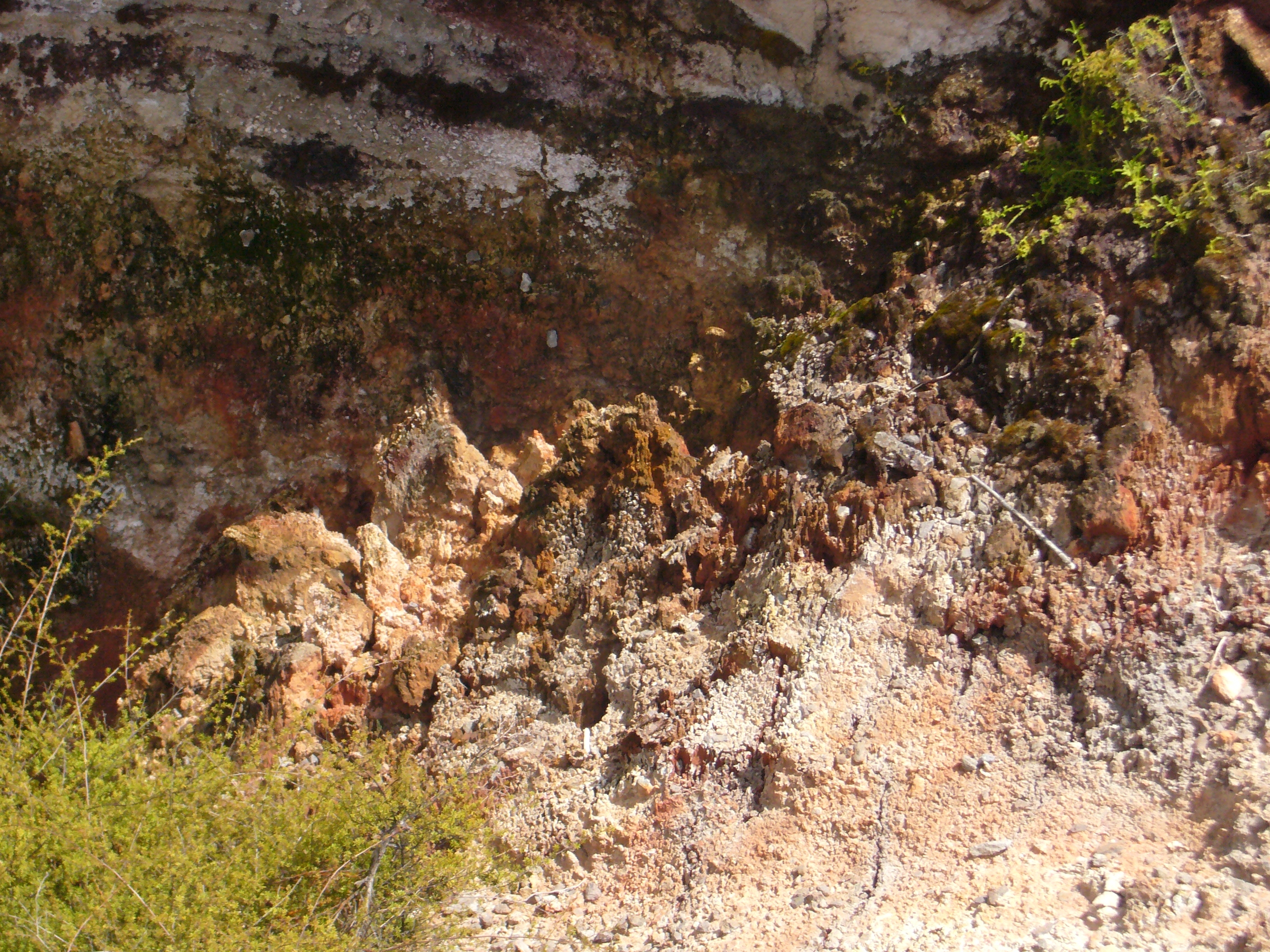
카라피티 분화구

1859년 이 지역을 여행한 오스트리아의 지리학자 페리디난드 폰 호쉬스테터는 이 분화구를, 카라피티 구멍에 뿜어지는 거대한 거대한 증기기둥이며, 29 km 밖에서도 볼 수 있다고 보고했다. 증기 구멍과 계곡층으로 덮여있는 온천, 그리고 땅이 따듯하고, 부드러우며, 철의 녹이 얼룩진 점토로 인해 접근하기 어려웠다. 20세기 초 그 구멍들은 이웃한 〈와이라케이 가이저 계곡〉과 더불어 인기있는 관광지가 되었다. 1927년 《여행의 인상》(Impression of a Trip)이라는 책에서 카라피티 구멍을 “북섬의 안전 밸브”라고 이름 붙였다.
1940년 뉴질랜드 철도국이 발간한 정보책자에는 ‘카라피티의 염화’에 대해 말하고 있다. 이 현상은 보통 밤에 관측이 된다. 연기는 불꽃이 구멍에서 나왔으며, 연기와 불꽃 조각의 분출이 뒤집힌 삼각뿔처럼 부천의 노란 불꽃을 태우며 밝게 소용돌이 쳤다.
1950년에는 그 지역은 작은 덩어리와 따듯한 진흙과 뜨거운 땅과 진흙웅덩이로 묘사되었다. 호쉬테터가 본 것보다는 덜 하지만, 카라피티 구멍은 여전히 인상적이다.

### 와이라케이 지열발전소
이 지역의 가장 중요한 변화는 1950년대에 이 지역에서 북쪽으로 약 2 km 떨어진 곳에 150MW급의 와이라케이 지열발전소를 건설한 일이다. 이것은 지표면 아래에 뜨거운 물의 압력을 완화시켰다. 그 이후 달분화구 지열지대 활동과 같았던 이 지역에서 많은 지열활동이 급격히 변화되었다. 와이라케이 가이저 계곡의 분화는 완전히 사라졌다. 그러나 달분화구의 열량은 증가되었다. 수 많은 불꽃 분출이 일어났고, 이것들이 분화구를 형성했다.
1950년대, 달분화구의 전체 열량은 40메가와트가 되었고, 1958년에는 90메가와트로 증축되었다. 1964년에는 420메가와트가 되었으며, 그 이후 1979년에는 열량이 줄어들어 220메가와트로 줄었다. 가장 최근에 측정된 량은 2000년의 200메가와트이다.
카타리티 구멍에서 나온 열량도 비슷한 패턴을 따랐다. 1950년에는 12메가와트에서, 1960년대 중반에는 38메가와트로 늘었고, 1978년에는 7메가와트로 떨어졌다가, 1987년에는 완전히 중지되었다.

## 달분화구의 특징

### 진흙웅덩이
현재는 분화구 중 하나만 진흙 웅덩이를 가지고 있다. 여기에 기체들(주로 H2S)이 물과 반응하여 황산을 생성한다. 이러한 작용이 바위에 적용되어 점토로 변한다. 물이 존재한다면, 이것은 회색의 진흙풀을 형성하며, 거품과 증기와 가스가 뿜어져 나올 때 부글부글 끓는 것처럼 보인다.

## 같이 보기
- 타우포 화산지대